# 蘭金 (伊利諾伊州)
蘭金（英語：Rankin）是位於美國伊利諾伊州弗米利恩縣的一個村落。

## 地理
蘭金的座標為40°27′54″N 87°53′47″W / 40.46500°N 87.89639°W，而該地最高點為海拔高度220米（即722英尺）。

## 人口
根據2010年美國人口普查的數據，蘭金的面積為1.50平方千米，當中陸地面積為1.50平方千米，而水域面積為0.00平方千米。當地共有人口561人，而人口密度為每平方千米374人。